# Doktryna Kennedy’ego
Doktryna Kennedy’ego- doktryna sformułowana przez amerykańskiego prezydenta Johna F. Kennedy’ego w orędziu skierowanym do Konferencji Sojuszu dla Postępu w Punta del Este w dniu 5 lipca 1961 roku. Oznaczała zmianę amerykańskiej polityki zagranicznej w stosunku do państw Ameryki Łacińskiej. Zakładała, że władze amerykańskie będą uznawać i udzielać pomocy militarnej i gospodarczej tym krajom Ameryki Łacińskiej, które będą posiadać rządy wyłonione w demokratycznych wyborach i realizujące zarazem pewne reformy społeczne. Celem tej doktryny było doprowadzenie do izolowania komunistycznej Kuby wśród krajów regionu, doprowadzenie do pozbawienia jej członkostwa w OPA oraz zapobieżenie powtórzeniu rewolucji kubańskiej wśród innych państw regionu. Obowiązywała do grudnia 1963, kiedy to sformułowano nowa doktrynę Johnsona-Manna.